# Лампедуза и Линоза
Лампедуза и Линоза (итал. Lampedusa) је насеље у Италији у округу Агриђенто, региону Сицилија.
Према процени из 2011. у насељу је живело 4065 становника. Насеље се налази на надморској висини од 14 м.

## Становништво
| 1931. | 1936. | 1951. | 1961. | 1971. | 1981. | 1991. | 2001. | 2011. |
| ----- | ----- | ----- | ----- | ----- | ----- | ----- | ----- | ----- |
| 2.948 | 3.482 | 4.458 | 4.811 | 4.383 | 4.790 | 5.624 | 5.725 | 6.105 |